# Muhammad al-Burtuqali
Abū ʿAbd Allah  Muḥammad al-Burtuqālī ibn Muḥammad al-Wattasi (in arabo أبو عبد الله محمد البرتقالي بن محمد‎?; 1464 – 1526)  è stato il secondo sultano della dinastia wattaside del Maghreb al-Aqsa (attuale Marocco). Succedette al padre Muhammad al-Shaykh al-Wattasi nel 1504, regnando fino al 1526, anno della sua morte. Gli succedette al trono il figlio Ahmad al-Wattasi, nonostante avesse designato come suo successore il fratello Ali Abu Hassun.

## Biografia
Il suo soprannome al-Burtuqālī, che significa il Portoghese, deriva dal fatto che, quando nel 1471 i Portoghesi attaccarono e conquistarono Assilah, Muhammad e una sua sorella si trovavano nella città e vennero fatti prigionieri e condotti in Portogallo, rimanendovi due anni, finché il padre Muhammad al-Shaykh al-Wattasi non pagò il grosso riscatto per la loro liberazione richiesto dai Portoghesi. In questi due anni Muḥammad entrò in contatto con la cultura iberica e imparò la lingua portoghese.
Il potere di Muḥammad al-Burtuqālī era esteso alla sola regione di Fès e alla città di Salé. È conosciuto per essere stato il sultano che ebbe alla sua corte al-Ḥasan ibn Muḥammad al-Wazzan al-Fāṣī, più conosciuto come Leone l'Africano. Leone l'Africano venne catturato da corsari spagnoli nei pressi di Creta e condotto dal papa proprio mentre tornava da una missione diplomatica dall'Impero ottomano per conto di Muḥammad al-Burtuqālī. Fallì nei suoi tentativi di strappare ai portoghesi Assilah nel 1508 e nel 1515 e Tangeri nel 1511, Leone l'Africano era presente a fianco al sultano durante i due assedi falliti di Assilah.
Gli usi e la corte del sultano sono descritti dettagliatamente in Della descrittione dell’Africa et delle cose notabili che iui sono, per Giovan Lioni Africano di Leone l'Africano.
Nel 1524 i Sa'diani si resero padroni di Marrakesh con il sostegno delle tribù berbere del Souss e del Draa, riconoscendo formalmente l'autorità degli Wattasidi di Fès.
Morì nel 1526. Prima di spirare nominò suo successore il fratello Ali Abu Hassun, ma Ahmad al-Wattasi, figlio di Muḥammad al-Burtuqālī, detronizzò subito lo zio e salì al trono.